# Pinirampus pirinampu
Pinirampus pirinampu är en fiskart som först beskrevs av Johann Baptist von Spix och Agassiz 1829.  Pinirampus pirinampu ingår i släktet Pinirampus och familjen Pimelodidae. Inga underarter finns listade i Catalogue of Life.